# 65 Piscium
65 Piscium är en gulvit jätte som ligger i Fiskarnas stjärnbild.
65 Piscium har visuell magnitud +5,57 och är synlig för blotta ögat vid god seeing. Stjärnan befinner sig på ett avstånd av ungefär 290 ljusår.